# Chairul Rifan
Chairul Rifan (sinh ngày 3 tháng 12 năm 1989) là một cầu thủ bóng đá người Indonesia hiện tại thi đấu ở vị trí hậu vệ cho Pelita Bandung Raya ở Indonesia Super League.